# Lijst van voetbalinterlands Australië - Noord-Korea
Deze lijst van voetbalinterlands is een overzicht van alle officiële voetbalwedstrijden tussen de nationale teams van Australië en Noord-Korea. De landen hebben tot op heden drie keer tegen elkaar gespeeld. De eerste ontmoeting was een kwalificatiewedstrijd voor het Wereldkampioenschap voetbal 1966 op 21 november 1965 in Phnom Penh (Cambodja). Het laatste duel, een kwalificatiewedstrijd voor de Oost-Azië Cup 2013, vond plaats in Hongkong op 5 december 2012.

## Wedstrijden
| № | Plaats     | Datum            | Competitie                      | Wedstrijd               | Uitslag |
| - | ---------- | ---------------- | ------------------------------- | ----------------------- | ------- |
| 1 | Phnom Penh | 21 november 1965 | WK 1966 kwalificatie            | Noord-Korea − Australië | 6 − 1   |
| 2 | Phnom Penh | 24 november 1965 | WK 1966 kwalificatie            | Australië − Noord-Korea | 1 − 3   |
| 3 | Hongkong   | 5 december 2012  | Oost-Azië Cup 2013 kwalificatie | Noord-Korea − Australië | 1 − 1   |

## Samenvatting
| Competitie                 | Totaal gespeeld | Winst Australië | Gelijk | Winst Noord-Korea | Doelsaldo Australië – Noord-Korea |
| -------------------------- | --------------- | --------------- | ------ | ----------------- | --------------------------------- |
| WK-kwalificatie            | 2               | 0               | 0      | 2                 | 2 − 9                             |
| Oost-Azië Cup-kwalificatie | 1               | 0               | 1      | 0                 | 1 − 1                             |
| Totaal                     | 3               | 0               | 1      | 2                 | 3 − 10                            |

Wedstrijden bepaald door strafschoppen worden, in lijn met de FIFA, als een gelijkspel gerekend.